# Élections législatives de 2012 dans le Val-d'Oise
Les élections législatives françaises de 2012 se déroulent les 10 et 17 juin. Dans le département du Val-d'Oise, dix députés sont à élire dans le cadre de dix circonscriptions, soit une de plus que lors des législatures précédentes, en raison du redécoupage électoral.

## Élus
| Circonscription | Député sortant    | Parti      | Parti      | Groupe     | Député élu ou réélu  | Parti | Parti | Groupe |
| --------------- | ----------------- | ---------- | ---------- | ---------- | -------------------- | ----- | ----- | ------ |
| 1re             | Philippe Houillon |            | UMP        | UMP        | Philippe Houillon    |       | UMP   | UMP    |
| 2e              | Axel Poniatowski  |            | UMP        | UMP        | Axel Poniatowski     |       | UMP   | UMP    |
| 3e              | Jean Bardet       |            | UMP        | UMP        | Jean-Noël Carpentier |       | MUP   | RRDP   |
| 4e              | Claude Bodin      |            | UMP        | UMP        | Gérard Sebaoun       |       | PS    | SRC    |
| 5e              | Georges Mothron   |            | UMP        | UMP        | Philippe Doucet      |       | PS    | SRC    |
| 6e              | François Scellier |            | UMP        | UMP        | François Scellier    |       | UMP   | UMP    |
| 7e              | Jérôme Chartier   |            | UMP        | UMP        | Jérôme Chartier      |       | UMP   | UMP    |
| 8e              | François Pupponi  |            | PS         | SRC        | François Pupponi     |       | PS    | SRC    |
| 9e              | Yanick Paternotte |            | UMP        | UMP        | Jean-Pierre Blazy    |       | PS    | SRC    |
| 10e             | Siège créé        | Siège créé | Siège créé | Siège créé | Dominique Lefebvre   |       | PS    | SRC    |

## Impact du redécoupage territorial
La création de la 10e circonscription n'en modifie que deux existantes; elle est composée des cantons de Cergy Nord et de l'Hautil (sauf Neuville-sur-Oise), provenant de la 2e circonscription, laquelle prend le canton de Viarmes à la 7e.

## Résultats

### Résultats à l'échelle du département
| Parti          | Parti                                | Premier tour | Premier tour | Second tour | Second tour | Sièges |
| Parti          | Parti                                | Voix         | %            | Voix        | %           | Sièges |
| -------------- | ------------------------------------ | ------------ | ------------ | ----------- | ----------- | ------ |
|                | Parti socialiste                     | 110 827      | 29,59        | 149 755     | 41,06       | 5      |
|                | Europe Écologie Les Verts            | 24 484       | 6,54         | 20 155      | 5,53        | 0      |
|                | Divers gauche dont MRC               | 23 398       | 6,25         | 24 185      | 6,63        | 1      |
|                | Majorité présidentielle              | 158 709      | 42,37        | 194 095     | 53,22       | 6      |
|                |                                      |              |              |             |             |        |
|                | Union pour un mouvement populaire    | 117 038      | 31,25        | 170 608     | 46,78       | 4      |
|                | Divers droite dont DLR et PCD        | 9 845        | 2,63         |             |             | 0      |
|                | Parti radical                        | 75           | 0,02         | 0           |             |        |
|                | Droite parlementaire                 | 126 958      | 33,89        | 170 608     | 46,78       | 4      |
|                |                                      |              |              |             |             |        |
|                | Front national                       | 49 753       | 13,28        |             |             | 0      |
|                | Front de gauche                      | 25 089       | 6,70         | 0           |             |        |
|                | Mouvement démocrate                  | 5 927        | 1,58         | 0           |             |        |
|                | Divers écologiste dont LT-LNÉ et AÉI | 4 194        | 1,12         | 0           |             |        |
|                | Extrême gauche dont LO, NPA et POI   | 2 835        | 0,76         | 0           |             |        |
|                | Extrême droite                       | 979          | 0,26         | 0           |             |        |
|                | Divers                               | 129          | 0,03         | 0           |             |        |
|                |                                      |              |              |             |             |        |
| Inscrits       | Inscrits                             | 706 114      | 100,00       | 706 224     | 100,00      | 10     |
| Abstentions    | Abstentions                          | 326 948      | 46,3         | 331 535     | 46,94       |        |
| Votants        | Votants                              | 379 166      | 53,7         | 374 689     | 53,06       |        |
| Blancs et nuls | Blancs et nuls                       | 4 593        | 1,21         | 9 986       | 2,67        |        |
| Exprimés       | Exprimés                             | 374 573      | 98,79        | 364 703     | 97,33       |        |

### Résultats par circonscription

#### Première circonscription (Pontoise)
| Candidat       | Candidat                        | Parti                    | Premier tour | Premier tour | Second tour | Second tour |  |
| Candidat       | Candidat                        | Parti                    | Voix         | %            | Voix        | %           |  |
| -------------- | ------------------------------- | ------------------------ | ------------ | ------------ | ----------- | ----------- |  |
|                | Philippe Houillon sortant réélu | UMP (NC, PRV)            | 16 539       | 36,17        | 23 241      | 51,84       |  |
|                | Tatiana Gründler                | PS (EÉLV, PRG, MRC, MUP) | 16 363       | 35,79        | 21 593      | 48,16       |  |
|                | Brigitte Gilibert               | FN                       | 6 878        | 15,04        |             |             |  |
|                | Alexis Zakharevitch             | FG (PCF)                 | 2 606        | 5,70         |             |             |  |
|                | Maurice Chayet                  | MoDem                    | 873          | 1,91         |             |             |  |
|                | Albert Lapeyre                  | LT-LNÉ                   | 704          | 1,54         |             |             |  |
|                | Huguette François               | PDF                      | 427          | 0,93         |             |             |  |
|                | Milène Clichy                   | AÉI                      | 375          | 0,82         |             |             |  |
|                | Marc Lahmer                     | DLR                      | 362          | 0,79         |             |             |  |
|                | Hélène Halbin                   | LO                       | 208          | 0,45         |             |             |  |
|                | Jérémy Thébault                 | Extrême droite           | 151          | 0,33         |             |             |  |
|                | Jean Marc Petit                 | POI                      | 122          | 0,27         |             |             |  |
|                | Josée Tilquin                   | CNIP (MPF)               | 112          | 0,24         |             |             |  |
|                |                                 |                          |              |              |             |             |  |
| Inscrits       | Inscrits                        | Inscrits                 | 78 679       | 100,00       | 78 698      | 100,00      |  |
| Abstentions    | Abstentions                     | Abstentions              | 32 441       | 41,23        | 32 747      | 41,61       |  |
| Votants        | Votants                         | Votants                  | 46 238       | 58,77        | 45 951      | 58,39       |  |
| Blancs et nuls | Blancs et nuls                  | Blancs et nuls           | 518          | 1,12         | 1 117       | 2,43        |  |
| Exprimés       | Exprimés                        | Exprimés                 | 45 720       | 98,88        | 44 834      | 97,57       |  |

#### Deuxième circonscription (Saint-Ouen-l'Aumône)
| Candidat       | Candidat                       | Parti              | Premier tour | Premier tour | Second tour | Second tour |  |
| Candidat       | Candidat                       | Parti              | Voix         | %            | Voix        | %           |  |
| -------------- | ------------------------------ | ------------------ | ------------ | ------------ | ----------- | ----------- |  |
|                | Axel Poniatowski sortant réélu | UMP                | 15 947       | 37,97        | 20 863      | 50,86       |  |
|                | Guillaume Vuilletet            | EÉLV (PS)          | 15 209       | 36,21        | 20 155      | 49,14       |  |
|                | David Chevrier                 | FN                 | 5 474        | 13,03        |             |             |  |
|                | Isabelle Duchet                | FG (PCF)           | 2 816        | 6,71         |             |             |  |
|                | Jean-Pierre Pernot             | MRC (PRG, MUP, GÉ) | 1 177        | 2,80         |             |             |  |
|                | Noelle Veaux-Khoury            | AÉI                | 575          | 1,37         |             |             |  |
|                | Céline Saint-Marc              | DLR                | 449          | 1,07         |             |             |  |
|                | Abdel-Basett Neftia            | LO                 | 215          | 0,51         |             |             |  |
|                | Agnès Partaix                  | POI                | 136          | 0,32         |             |             |  |
|                |                                |                    |              |              |             |             |  |
| Inscrits       | Inscrits                       | Inscrits           | 73 480       | 100,00       | 73 472      | 100,00      |  |
| Abstentions    | Abstentions                    | Abstentions        | 31 007       | 42,2         | 31 566      | 42,96       |  |
| Votants        | Votants                        | Votants            | 42 473       | 57,8         | 41 906      | 57,04       |  |
| Blancs et nuls | Blancs et nuls                 | Blancs et nuls     | 475          | 1,12         | 888         | 2,12        |  |
| Exprimés       | Exprimés                       | Exprimés           | 41 998       | 98,88        | 41 018      | 97,88       |  |

#### Troisième circonscription (Herblay)
| Candidat       | Candidat                 | Parti                   | Premier tour | Premier tour | Second tour | Second tour |  |
| Candidat       | Candidat                 | Parti                   | Voix         | %            | Voix        | %           |  |
| -------------- | ------------------------ | ----------------------- | ------------ | ------------ | ----------- | ----------- |  |
|                | Jean-Noël Carpentier élu | MUP (PS, MRC, PRG)      | 16 146       | 33,40        | 24 185      | 52,05       |  |
|                | Jean Bardet sortant      | UMP                     | 15 036       | 31,10        | 22 278      | 47,95       |  |
|                | Alexandre Simmonot       | FN                      | 7 797        | 16,13        |             |             |  |
|                | Maurice Boscavert        | Divers gauche           | 3 124        | 6,46         |             |             |  |
|                | Alain Feuchot            | FG (PCF)                | 2 675        | 5,53         |             |             |  |
|                | Anne-Marie Cauet         | EÉLV                    | 1 740        | 3,60         |             |             |  |
|                | Nicolas Calbrix          | Divers droite (DLR)     | 726          | 1,50         |             |             |  |
|                | Marie Martine Hulot      | Divers écologiste (AÉI) | 511          | 1,06         |             |             |  |
|                | Monique Migneau          | Extrême gauche (NPA)    | 216          | 0,45         |             |             |  |
|                | Josette Recan            | Extrême gauche (LO)     | 191          | 0,40         |             |             |  |
|                | Régis Pedanou            | Divers droite (PCD)     | 186          | 0,38         |             |             |  |
|                |                          |                         |              |              |             |             |  |
| Inscrits       | Inscrits                 | Inscrits                | 88 017       | 100,00       | 88 016      | 100,00      |  |
| Abstentions    | Abstentions              | Abstentions             | 39 091       | 44,41        | 40 239      | 45,72       |  |
| Votants        | Votants                  | Votants                 | 48 926       | 55,59        | 47 777      | 54,28       |  |
| Blancs et nuls | Blancs et nuls           | Blancs et nuls          | 578          | 1,18         | 1 314       | 2,75        |  |
| Exprimés       | Exprimés                 | Exprimés                | 48 348       | 98,82        | 46 463      | 97,25       |  |

#### Quatrième circonscription (Franconville)
| Candidat       | Candidat                        | Parti          | Premier tour | Premier tour | Second tour | Second tour |  |
| Candidat       | Candidat                        | Parti          | Voix         | %            | Voix        | %           |  |
| -------------- | ------------------------------- | -------------- | ------------ | ------------ | ----------- | ----------- |  |
|                | Gérard Sebaoun élu              | PS             | 15 101       | 36,96        | 20 122      | 50,25       |  |
|                | Claude Bodin sortant            | UMP            | 14 704       | 35,98        | 19 918      | 49,75       |  |
|                | Christian Malacain              | FN             | 5 209        | 12,75        |             |             |  |
|                | Patrice Lavaud                  | FG (PCF)       | 2 220        | 5,43         |             |             |  |
|                | Jean-Philippe Picard-Bachelerie | MoDem          | 1 244        | 3,04         |             |             |  |
|                | Nicole Gauvain-Kerymel          | EÉLV           | 1 120        | 2,74         |             |             |  |
|                | Jean-Marie Duplaà               | MRC            | 373          | 0,91         |             |             |  |
|                | Fabrice David                   | LT-LNÉ         | 318          | 0,78         |             |             |  |
|                | Marie-Françoise L'Hommedet      | LO             | 227          | 0,56         |             |             |  |
|                | Pascale Olivares                | AÉI            | 223          | 0,55         |             |             |  |
|                | Alain Poupard                   | POI            | 124          | 0,30         |             |             |  |
|                |                                 |                |              |              |             |             |  |
| Inscrits       | Inscrits                        | Inscrits       | 72 614       | 100,00       | 72 614      | 100,00      |  |
| Abstentions    | Abstentions                     | Abstentions    | 31 310       | 43,12        | 31 600      | 43,52       |  |
| Votants        | Votants                         | Votants        | 41 304       | 56,88        | 41 014      | 56,48       |  |
| Blancs et nuls | Blancs et nuls                  | Blancs et nuls | 441          | 1,07         | 974         | 2,37        |  |
| Exprimés       | Exprimés                        | Exprimés       | 40 863       | 98,93        | 40 040      | 97,63       |  |

#### Cinquième circonscription (Argenteuil)
| Candidat       | Candidat                  | Parti          | Premier tour | Premier tour | Second tour | Second tour |  |
| Candidat       | Candidat                  | Parti          | Voix         | %            | Voix        | %           |  |
| -------------- | ------------------------- | -------------- | ------------ | ------------ | ----------- | ----------- |  |
|                | Philippe Doucet élu       | PS             | 12 929       | 38,23        | 19 441      | 59,27       |  |
|                | Georges Mothron sortant   | UMP            | 9 301        | 27,50        | 13 362      | 40,73       |  |
|                | Dominique Lesparre        | FG (PCF)       | 4 475        | 13,23        |             |             |  |
|                | Aurélie Thomas            | FN             | 3 938        | 11,65        |             |             |  |
|                | Anne Gellé                | EÉLV           | 920          | 2,72         |             |             |  |
|                | Hamou Aguini              | NPA            | 611          | 1,81         |             |             |  |
|                | Frédéric Lefebvre-Naré    | MoDem          | 507          | 1,50         |             |             |  |
|                | Dominique Mariette        | LO             | 359          | 1,06         |             |             |  |
|                | Franck Debeaud            | PCD            | 198          | 0,59         |             |             |  |
|                | Alima Boumediene-Thiery   | Divers gauche  | 184          | 0,54         |             |             |  |
|                | Jean-Pierre Zolotareff    | Divers gauche  | 172          | 0,51         |             |             |  |
|                | Marie-Christine Jalladaud | AÉI            | 159          | 0,47         |             |             |  |
|                | Christine Bierre          | S&P            | 63           | 0,19         |             |             |  |
|                |                           |                |              |              |             |             |  |
| Inscrits       | Inscrits                  | Inscrits       | 68 075       | 100,00       | 68 075      | 100,00      |  |
| Abstentions    | Abstentions               | Abstentions    | 33 771       | 49,61        | 34 126      | 50,13       |  |
| Votants        | Votants                   | Votants        | 34 304       | 50,39        | 33 949      | 49,87       |  |
| Blancs et nuls | Blancs et nuls            | Blancs et nuls | 488          | 1,42         | 1 146       | 3,38        |  |
| Exprimés       | Exprimés                  | Exprimés       | 33 816       | 98,58        | 32 803      | 96,62       |  |

#### Sixième circonscription (Sannois)
| Candidat       | Candidat                        | Parti              | Premier tour | Premier tour | Second tour | Second tour |  |
| Candidat       | Candidat                        | Parti              | Voix         | %            | Voix        | %           |  |
| -------------- | ------------------------------- | ------------------ | ------------ | ------------ | ----------- | ----------- |  |
|                | Christine Neracoulis            | PS (MRC, PRG, MUP) | 13 733       | 33,81        | 19 195      | 49,51       |  |
|                | François Scellier sortant réélu | UMP (PRV)          | 10 331       | 25,04        | 19 572      | 50,49       |  |
|                | Luc Strehaiano                  | Divers droite      | 6 928        | 17,07        |             |             |  |
|                | Michel Simonnot                 | FN                 | 4 174        | 10,28        |             |             |  |
|                | Isabelle Volat                  | FG (PCF)           | 2 650        | 6,52         |             |             |  |
|                | François Delcombre              | EÉLV               | 1 155        | 2,84         |             |             |  |
|                | Nathalie Élimas                 | MoDem              | 989          | 2,43         |             |             |  |
|                | Frédéric Vergnaud               | AÉI                | 269          | 0,66         |             |             |  |
|                | Agnès Reinmann                  | LO                 | 158          | 0,39         |             |             |  |
|                | Jean-Claude Velez               | POI                | 94           | 0,23         |             |             |  |
|                | Dominique Fitremann             | Divers             | 82           | 0,20         |             |             |  |
|                | Bruno Abrial                    | S&P                | 54           | 0,13         |             |             |  |
|                |                                 |                    |              |              |             |             |  |
| Inscrits       | Inscrits                        | Inscrits           | 74 709       | 100,00       | 74 709      | 100,00      |  |
| Abstentions    | Abstentions                     | Abstentions        | 33 748       | 45,17        | 34 879      | 46,69       |  |
| Votants        | Votants                         | Votants            | 40 961       | 54,83        | 39 830      | 53,31       |  |
| Blancs et nuls | Blancs et nuls                  | Blancs et nuls     | 344          | 0,84         | 1 063       | 2,67        |  |
| Exprimés       | Exprimés                        | Exprimés           | 40 617       | 99,16        | 38 767      | 97,33       |  |

#### Septième circonscription (Montmorency)
| Candidat       | Candidat                      | Parti          | Premier tour | Premier tour | Second tour | Second tour |  |
| Candidat       | Candidat                      | Parti          | Voix         | %            | Voix        | %           |  |
| -------------- | ----------------------------- | -------------- | ------------ | ------------ | ----------- | ----------- |  |
|                | Charlotte Brun                | PS             | 14 153       | 39,35        | 17 967      | 49,71       |  |
|                | Jérôme Chartier sortant réélu | UMP            | 13 772       | 38,29        | 18 176      | 50,29       |  |
|                | Denise Aissi                  | FN             | 4 143        | 11,52        |             |             |  |
|                | Anne Levaillant               | FG (PCF)       | 1 768        | 4,92         |             |             |  |
|                | Hervé Hababou                 | EÉLV           | 740          | 2,06         |             |             |  |
|                | Thierry Bonnel                | MoDem          | 622          | 1,73         |             |             |  |
|                | Anne-Marie Demortier          | LT-LNÉ         | 337          | 0,94         |             |             |  |
|                | Aline Hubert                  | Divers droite  | 288          | 0,80         |             |             |  |
|                | Gilles Bonhomme               | LO             | 146          | 0,41         |             |             |  |
|                |                               |                |              |              |             |             |  |
| Inscrits       | Inscrits                      | Inscrits       | 67 830       | 100,00       | 67 930      | 100,00      |  |
| Abstentions    | Abstentions                   | Abstentions    | 31 491       | 46,43        | 31 080      | 45,75       |  |
| Votants        | Votants                       | Votants        | 36 339       | 53,57        | 36 850      | 54,25       |  |
| Blancs et nuls | Blancs et nuls                | Blancs et nuls | 370          | 1,02         | 707         | 1,92        |  |
| Exprimés       | Exprimés                      | Exprimés       | 35 969       | 98,98        | 36 143      | 98,08       |  |

#### Huitième circonscription (Sarcelles)
| Candidat       | Candidat                       | Parti                   | Premier tour | Premier tour | Second tour | Second tour |
| Candidat       | Candidat                       | Parti                   | Voix         | %            | Voix        | %           |
| -------------- | ------------------------------ | ----------------------- | ------------ | ------------ | ----------- | ----------- |
|                | François Pupponi sortant réélu | PS                      | 10 997       | 50,22        | 14 169      | 66,30       |
|                | Marie-France Blanchet          | UMP                     | 4 903        | 22,39        | 7 201       | 33,70       |
|                | Michel Thooris                 | FN                      | 2 298        | 10,50        |             |             |
|                | Francis Parny                  | FG (PCF)                | 1 669        | 7,62         |             |             |
|                | Boualem Snaoui                 | Extrême gauche (FASE)   | 505          | 2,31         |             |             |
|                | Armand Atonga                  | EÉLV                    | 493          | 2,25         |             |             |
|                | Benoit Jimenez                 | MoDem                   | 484          | 2,21         |             |             |
|                | Nils Lefevre                   | Extrême gauche (NPA)    | 143          | 0,65         |             |             |
|                | Samuel Gulaydin                | Divers écologiste (AÉI) | 132          | 0,60         |             |             |
|                | Jean-Claude Bon                | Extrême gauche (LO)     | 129          | 0,59         |             |             |
|                | Louis Elad Chakrina            | PRV                     | 75           | 0,34         |             |             |
|                | Thierry Guizonne               | Divers droite (PCD)     | 68           | 0,31         |             |             |
|                |                                |                         |              |              |             |             |
| Inscrits       | Inscrits                       | Inscrits                | 52 042       | 100,00       | 52 042      | 100,00      |
| Abstentions    | Abstentions                    | Abstentions             | 29 675       | 57,02        | 29 860      | 57,38       |
| Votants        | Votants                        | Votants                 | 22 367       | 42,98        | 22 182      | 42,62       |
| Blancs et nuls | Blancs et nuls                 | Blancs et nuls          | 471          | 2,11         | 812         | 3,66        |
| Exprimés       | Exprimés                       | Exprimés                | 21 896       | 97,89        | 21 370      | 96,34       |

#### Neuvième circonscription (Gonesse)
| Candidat       | Candidat                  | Parti                      | Premier tour | Premier tour | Second tour | Second tour |
| Candidat       | Candidat                  | Parti                      | Voix         | %            | Voix        | %           |
| -------------- | ------------------------- | -------------------------- | ------------ | ------------ | ----------- | ----------- |
|                | Jean-Pierre Blazy élu     | PS                         | 13 468       | 40,31        | 18 257      | 55,96       |
|                | Yanick Paternotte sortant | UMP                        | 8 720        | 26,10        | 14 367      | 44,04       |
|                | Lydie Dubois              | FN                         | 6 163        | 18,44        |             |             |
|                | Pierre Barros             | FG                         | 2 309        | 6,91         |             |             |
|                | Mohammed Hakkou           | Divers gauche              | 714          | 2,14         |             |             |
|                | Sevinç Mert               | EÉLV                       | 543          | 1,63         |             |             |
|                | Isabelle Marocco-Hamelin  | PRV                        | 542          | 1,62         |             |             |
|                | Réjane Doré               | Extrême droite (PDF)       | 401          | 1,20         |             |             |
|                | Gisèle Takahira           | Divers écologiste (LT-LNÉ) | 242          | 0,72         |             |             |
|                | Danièle Hanryon           | Extrême gauche (LO)        | 176          | 0,53         |             |             |
|                | Christophe Vincent        | Divers écologiste (AÉI)    | 125          | 0,37         |             |             |
|                | Jonathan Magano           | Divers (Pirate)            | 12           | 0,04         |             |             |
|                |                           |                            |              |              |             |             |
| Inscrits       | Inscrits                  | Inscrits                   | 67 835       | 100,00       | 67 835      | 100,00      |
| Abstentions    | Abstentions               | Abstentions                | 33 928       | 50,02        | 34 220      | 50,45       |
| Votants        | Votants                   | Votants                    | 33 907       | 49,98        | 33 615      | 49,55       |
| Blancs et nuls | Blancs et nuls            | Blancs et nuls             | 492          | 1,45         | 991         | 2,95        |
| Exprimés       | Exprimés                  | Exprimés                   | 33 415       | 98,55        | 32 624      | 97,05       |

#### Dixième circonscription (Cergy-Nord)
| Candidat       | Candidat               | Parti          | Premier tour | Premier tour | Second tour | Second tour |  |
| Candidat       | Candidat               | Parti          | Voix         | %            | Voix        | %           |  |
| -------------- | ---------------------- | -------------- | ------------ | ------------ | ----------- | ----------- |  |
|                | Dominique Lefebvre élu | PS             | 14 083       | 44,10        | 19 011      | 62,04       |  |
|                | Audrey Tamborini       | UMP            | 7 785        | 24,38        | 11 630      | 37,96       |  |
|                | Theresa Andrès         | FN             | 3 679        | 11,52        |             |             |  |
|                | Bernard Morin          | EÉLV           | 2 564        | 8,03         |             |             |  |
|                | Patrick Diaz           | FG (PCF)       | 1 901        | 5,95         |             |             |  |
|                | Olivier Sellier        | MoDem          | 666          | 2,09         |             |             |  |
|                | Laurent Carius         | Divers gauche  | 392          | 1,23         |             |             |  |
|                | Malika Fadli           | Divers droite  | 260          | 0,81         |             |             |  |
|                | Roland Colak           | AÉI            | 224          | 0,70         |             |             |  |
|                | Eric Cassan            | LO             | 191          | 0,60         |             |             |  |
|                | Josiane Pratx          | DLR            | 186          | 0,58         |             |             |  |
|                |                        |                |              |              |             |             |  |
| Inscrits       | Inscrits               | Inscrits       | 62 833       | 100,00       | 62 833      | 100,00      |  |
| Abstentions    | Abstentions            | Abstentions    | 30 486       | 48,52        | 31 218      | 49,68       |  |
| Votants        | Votants                | Votants        | 32 347       | 51,48        | 31 615      | 50,32       |  |
| Blancs et nuls | Blancs et nuls         | Blancs et nuls | 416          | 1,29         | 974         | 3,08        |  |
| Exprimés       | Exprimés               | Exprimés       | 31 931       | 98,71        | 30 641      | 96,92       |  |